# Hansdorfer Brook
Der Hansdorfer Brook ist ein Naturschutzgebiet in der schleswig-holsteinischen Gemeinde Jersbek im Kreis Stormarn.
Das rund 275 Hektar große Naturschutzgebiet ist mit der Nummer 106 in das Verzeichnis der Naturschutzgebiete des Ministeriums für Landwirtschaft, Umwelt und ländliche Räume eingetragen. Es wurde 1987 ausgewiesen (Datum der Verordnung: 8. Juli 1981). Ein 257 Hektar großes Gebiet ist Bestandteil des FFH-Gebietes „Hansdorfer Brook mit Ammersbek“ und bildet gleichzeitig das EU-Vogelschutzgebiet „NSG Hansdorfer Brook“. Zuständige untere Naturschutzbehörde ist der Kreis Stormarn.
Das Naturschutzgebiet liegt nordwestlich von Ahrensburg an der Landesgrenze zu Hamburg. Es grenzt im Westen an das Naturschutzgebiet „Duvenstedter Brook“, im Süden an das Naturschutzgebiet „Ammersbek-Niederung“. Nach Osten und Norden schließen die Landschaftsschutzgebiete „Ammersbek“ und „Klein Hansdorf“ an. 
Das Naturschutzgebiet wird als Feuchtgebiet von ursprünglichen Erlen- und Birkenbruchwäldern geprägt. Daneben sind Feuchtgrünland, Großseggenriede, Hochstaudenfluren und Auwaldresten sowie Eichen-Buchenwälder zu finden. Einige Flächen in den Randbereichen werden auch als Acker genutzt. Nach Süden geht das Gebiet in die Niederung der Ammersbek über. Der Bunsbach, ein Nebengewässer der Ammersbek, verläuft durch das Naturschutzgebiet.
Im Hansdorfer Brook kommen Kraniche als Brutvögel vor. Die Grünlandbereiche sind Lebensraum für Bekassine und Großen Brachvogel. In Röhrichtbeständen kommen Schilfrohrsänger und Rohrweihe vor. Gebüsche und Einzelgehölze bieten dem Neuntöter geeigneten Lebensraum. In den an den Talrändern stockenden Laubwäldern kommen Mittelspecht und Wespenbussard vor, außerdem sind Sperber, Habicht, Waldkauz, Pirol und weitere Vögel heimisch. In vermoorten Bereichen wachsen Wollgräser, Rosmarinheide und Sonnentau.
Das Naturschutzgebiet wird vom Landesjagdverband Schleswig-Holstein betreut.

NSG Hansdorfer Brook
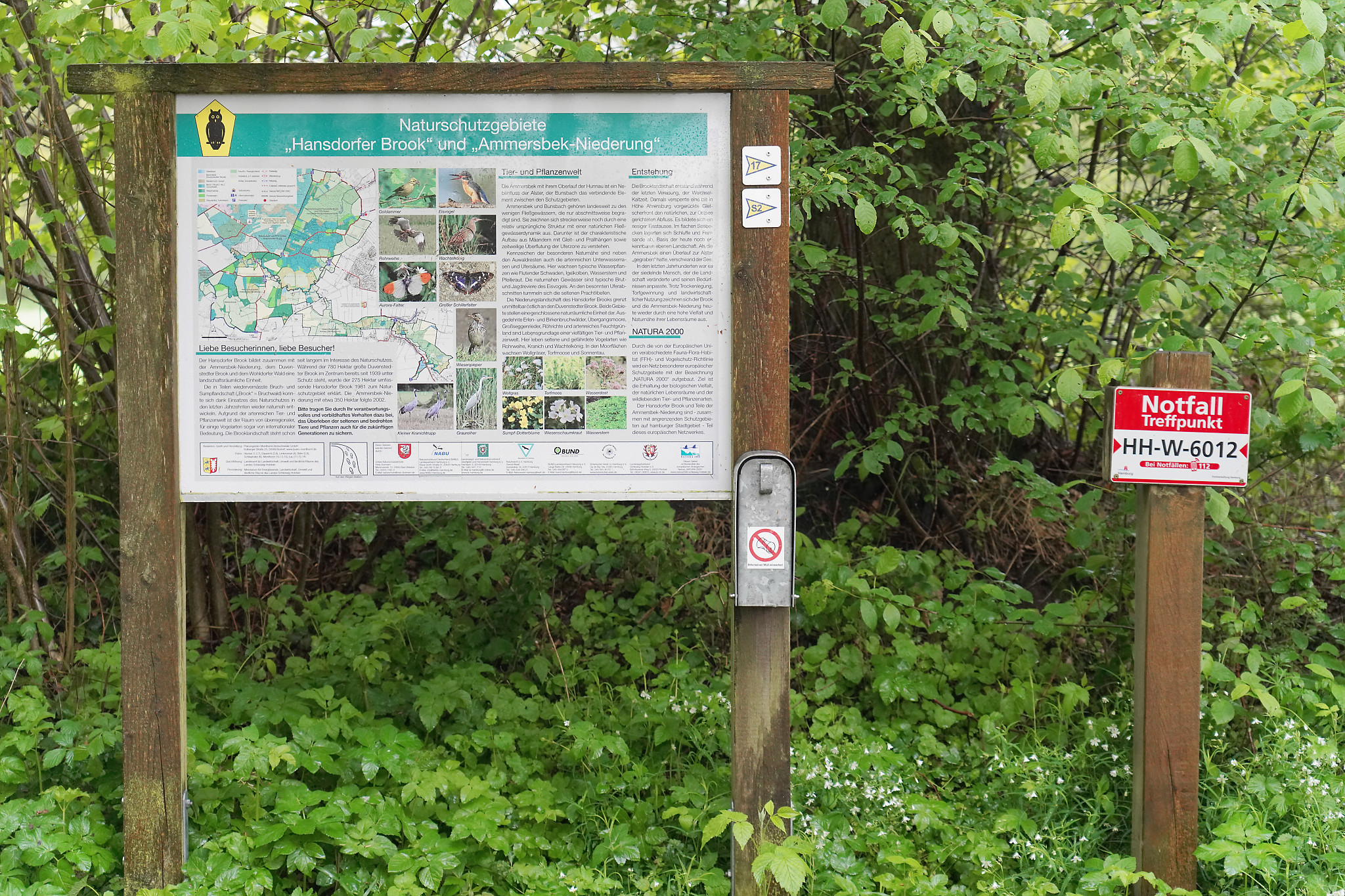
Infotafel
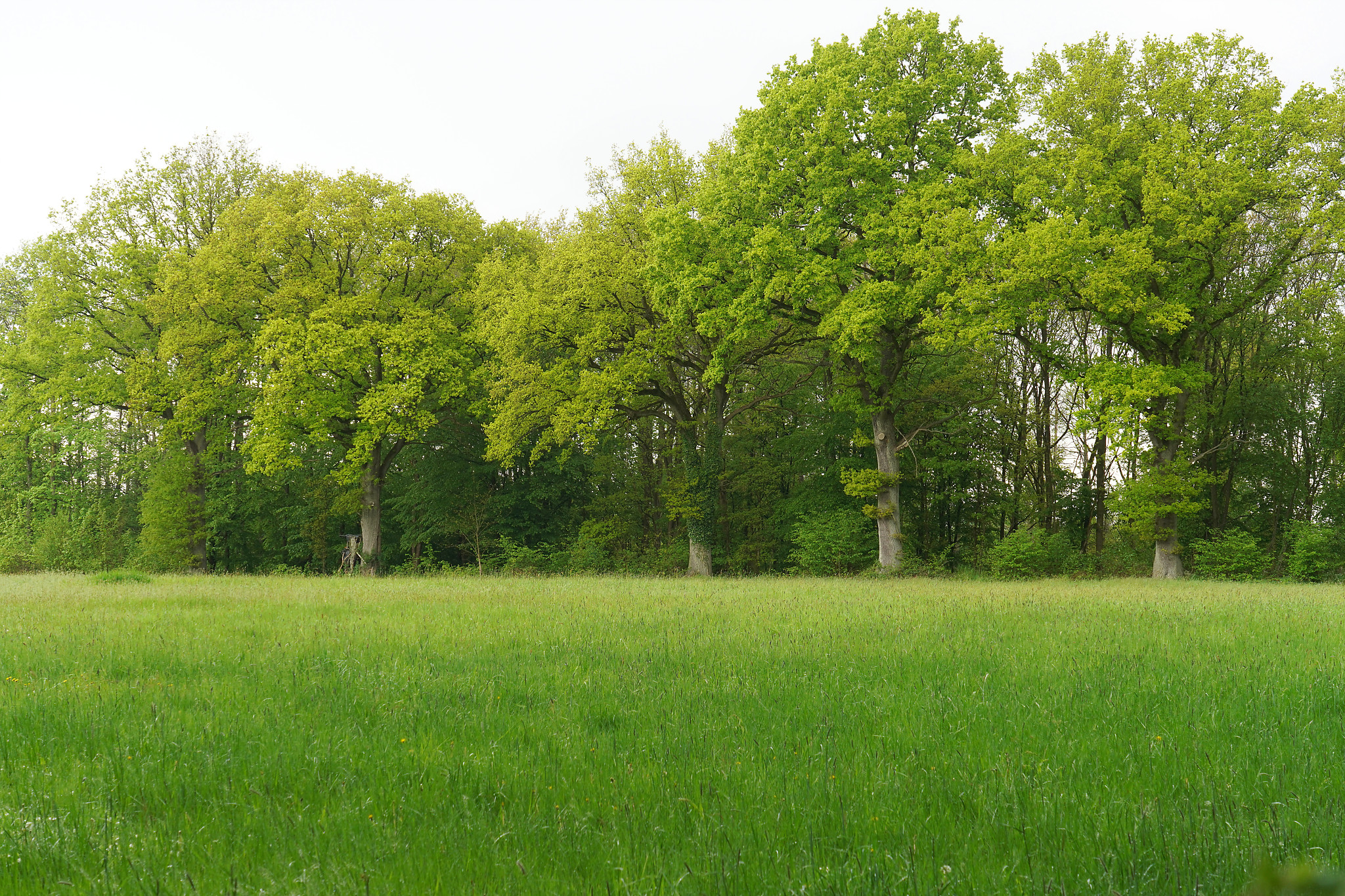
Wiese mit randständigen großen Eichen
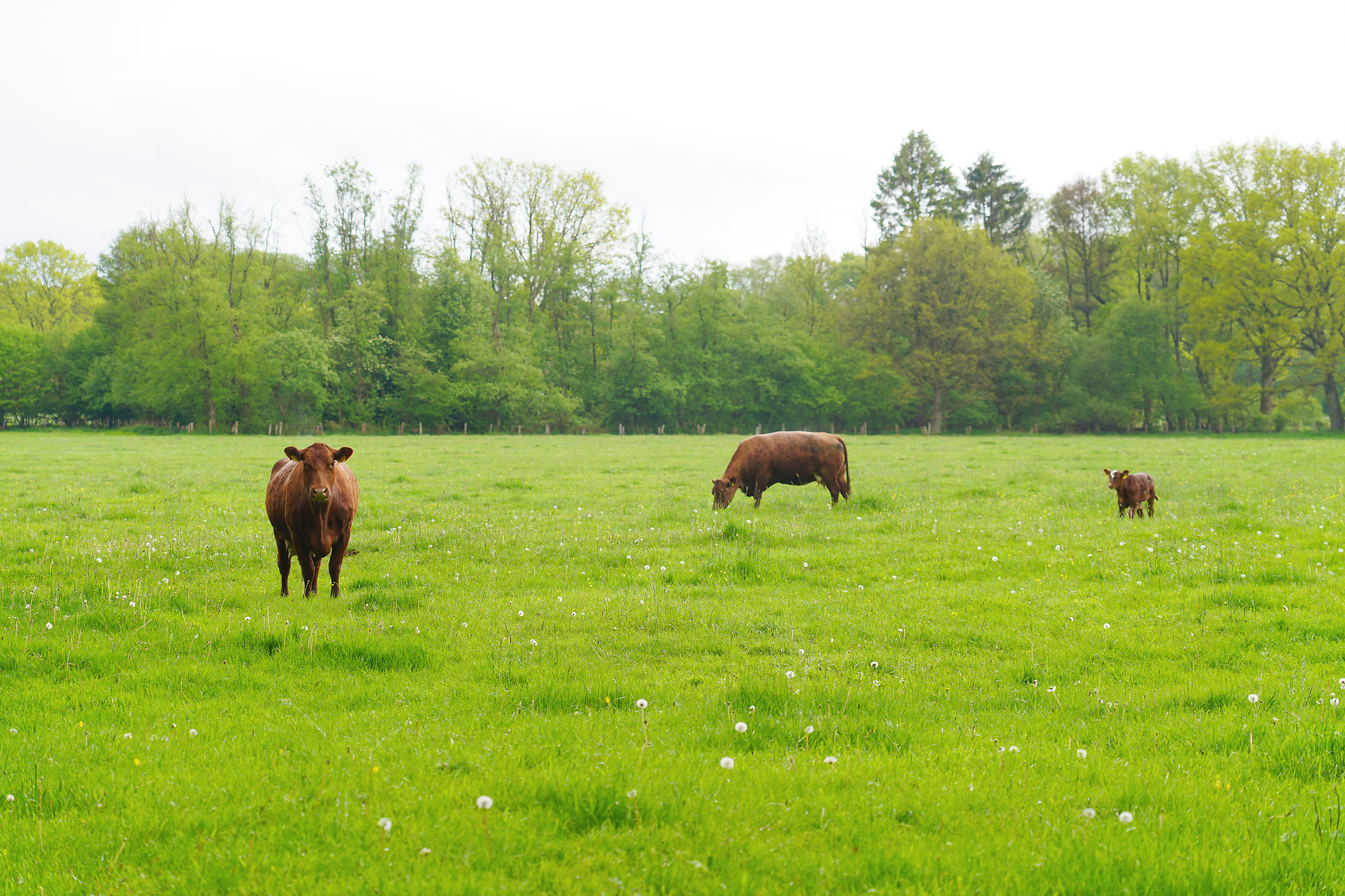
Rinderbeweidung
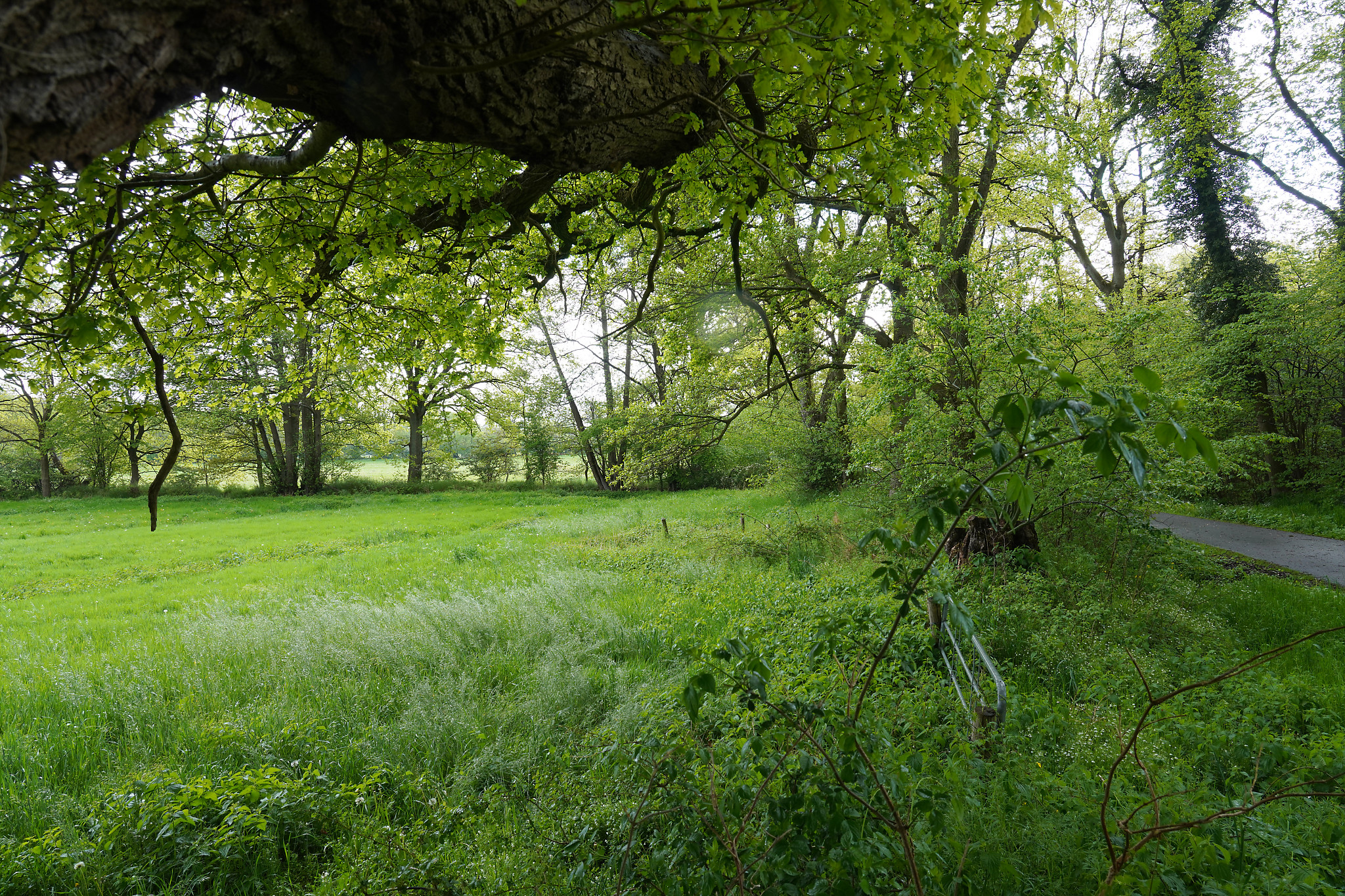
Knickreiche Kulturlandschaft